# Aimi Kunitake
Aimi Kunitake (國武 愛美 Kunitake Aimi?), född 10 januari 1997, är en japansk fotbollsspelare som spelar för Nojima Stella Kanagawa Sagamihara.
Aimi Kunitake spelade 1 landskamp för det japanska landslaget.